# Zorzines quadripunctata
Zorzines quadripunctata är en fjärilsart som beskrevs av Inoue 1989. Zorzines quadripunctata ingår i släktet Zorzines och familjen nattflyn. Inga underarter finns listade i Catalogue of Life.